# Pax Leksikon
PaxLeksikon eller Pax Leksikon er et norsk opslagsværk i 6 bind, der blev udgivet af Pax forlag fra 1976-1982. I norsk sammenhæng er opslagsværket unikt, selvom det har ligheder med Arbeidernes Leksikon fra 1932. Værket er ikke et konversationsleksikon med definitionsprægede artikler om alle emner, men et emnebaseret leksikon af samme karakter som Familieboka med grundigere artikler om udvalgte, væsentlige emner.
Værket blev redigeret af Hans Fredrik Dahl, Irene Iversen, Tor Inge Romøren, Mariken Vaa, Jon Elster, Siri Nørve og Rune Slagstad.

## Ekstern henvisning
- PaxLexikon Arkiveret 15. juni 2006 hos  Wayback Machine